# L’Obs
«L’Obs», до 23 октября 2014 года — «Le Nouvel Observateur» (часто произносится сокращённо как «Le Nouvel Obs»; в переводе «Новый обозреватель») — французский еженедельный журнал. Первый номер вышел в свет 19 ноября 1964 года.

## История
Предшественником «Le Nouvel Observateur» был журнал «L’Observateur politique, économique et littéraire» («Политический, экономический и литературный обозреватель») — 24-страничный журнал изначальным тиражом в 20 000 экземпляров. В 1953 журнал был переименован в «l’Observateur aujourd’hui», в 1954 — во «France Observateur». На страницах журнала разворачивались жаркие дискуссии на важные общественные темы, такие как пытки в Алжире, необходимость деколонизации африканского континента и другие. Тираж журнала в тот период достиг отметки в 100 000 экземпляров.
В начале 1964 года из-за финансовых проблем издание журнала прекращается. К концу того же года издатель Клод Пердриэль, писатель и журналист Жан Даниэль и философ Андре Горц основывают журнал, задуманный как правопреемник «France Observateur» — «Le Nouvel Observateur».
Новый устав журнала, принятый в июне 2004 года, незадолго до 40-летия издания, определяет его как «культурно-политический еженедельник, политическая ориентация которого относится к широкому социал-демократическому движению, объединяя стремление к свободе и социальной справедливости».